# Lamarque, Gironde
Lamarque är en kommun i departementet Gironde i regionen Nouvelle-Aquitaine i sydvästra Frankrike. Kommunen ligger i kantonen Castelnau-de-Médoc som tillhör arrondissementet Lesparre-Médoc. År 2022 hade Lamarque 1 335 invånare.

## Befolkningsutveckling
Antalet invånare i kommunen Lamarque
Referens:INSEE